# Namsskogan
Namsskogan es un municipio y pueblo de la provincia de Trøndelag, en Noruega. La capital municipal es el propio pueblo de Namsskogan. Otros pueblos en el municipio son Brekkvasselv, Smalåsen, Skorovatn y Trones.
A 1 de enero de 2015 tiene 892 habitantes.
El municipio fue creado el 1 de julio de 1923 al segregarse del término municipal de Grong. El topónimo, también creado en 1923, hace referencia al río Namsen y a la palabra noruega skog ("madera"), significando "tierra de maderas junto al río Namsen".
Se ubica en el norte de la provincia sobre la carretera E6, en una pequeña isla fluvial sobre el río Namsen.